# Marthe Brandès

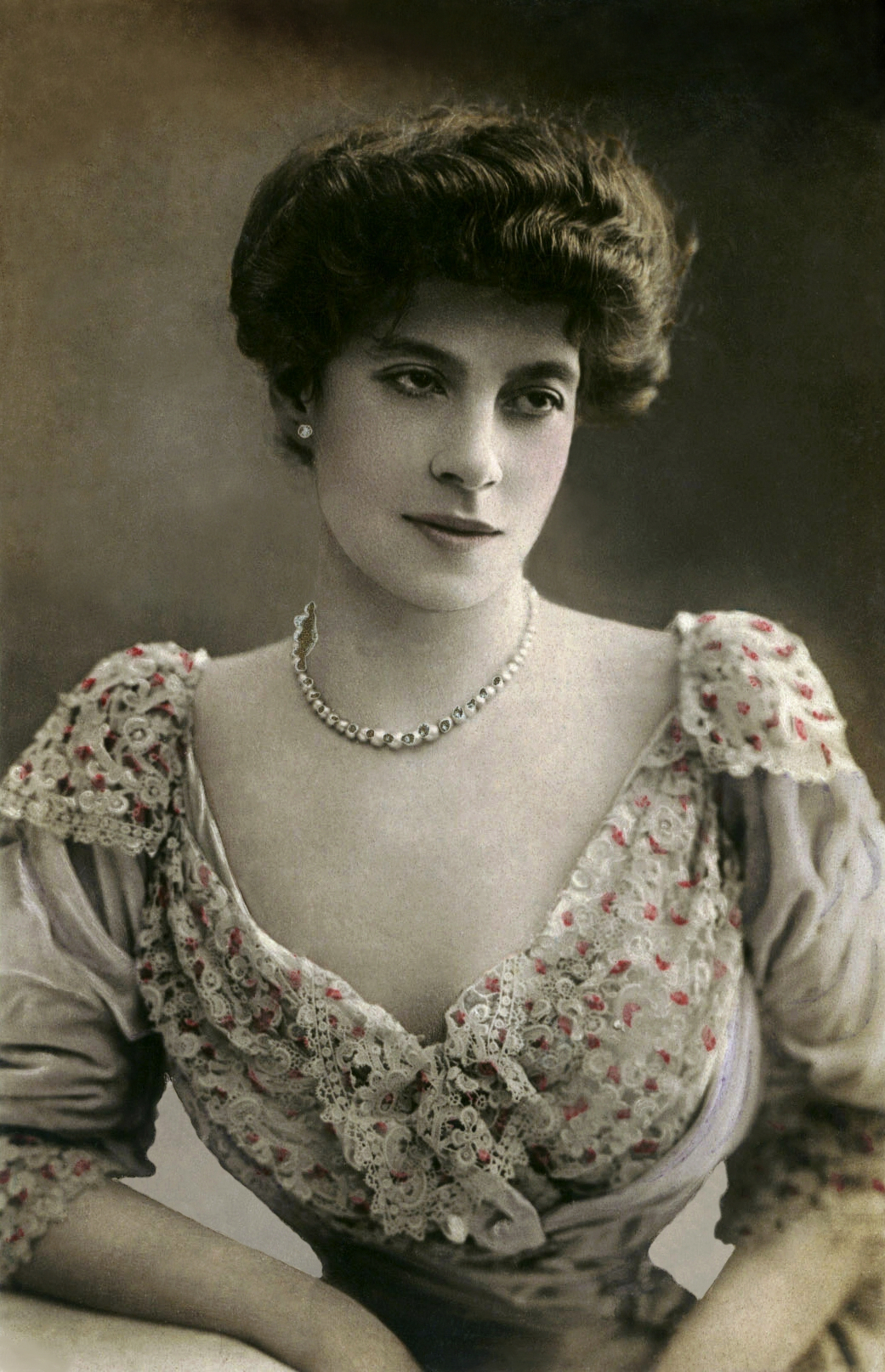
Marthe Brandès, Aufnahme von Léopold-Émile Reutlinger

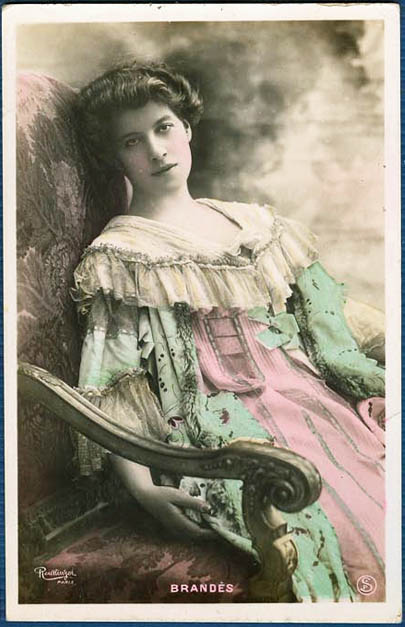
Marthe Brandès, Aufnahme von Léopold-Émile Reutlinger

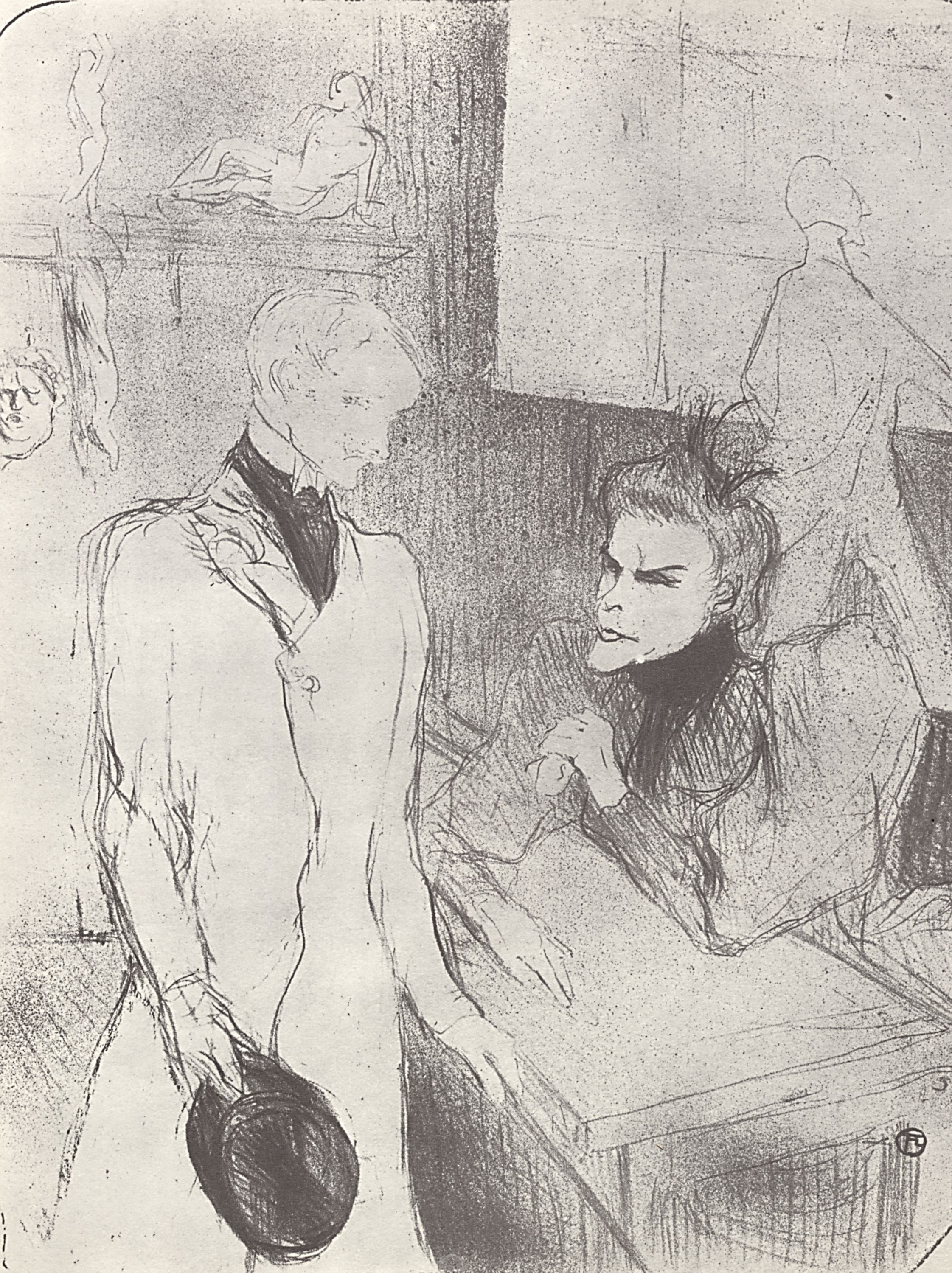
Brandès und Le Bargy, Lithographie von Toulouse-Lautrec

Marthe Brandès (eigentlich Marthe-Joséphine Brunschwig oder Brunswig, * 31. Januar 1862 in Paris; † 1930) war eine französische Schauspielerin.

## Leben
Marthe Brandès studierte die Künste und bildete sich dann bei Gustave Worms zur Schauspielerin aus. Sie spielte an der Comédie-Française und am Vaudeville, ferner war sie am Théâtre de la Renaissance, wo Lucien Guitry ihr Bühnenpartner war, der Opéra-Comique, dem Theater Porte-Sainte-Marie und dem Gymnase zu sehen. Sie verkörperte viele Gestalten von Alexandre Dumas dem Jüngeren, Georges de Porto-Rich und Paul Bourget. 1891 stieß ihre Interpretation der Hedda Gabler auf das Missfallen des Publikums, nachdem sie schon vor Beginn der Vorstellung ihre Antipathie für den Charakter zum Ausdruck gebracht hatte.
Marthe Brandès spielte 1901 die Dona Dolores in Patrie., 1908 die Gabrielle in Un divorce von Paul Bourget und André Cury, 1913 die Prinzessin Gina in L’exilée von Henry Kistenmaecker.
1914 beendete sie ihre Bühnenlaufbahn. Bald darauf gründete sie L’Abri du Soldat Aveugle, eine Einrichtung für Soldaten, die ihr Augenlicht verloren hatten. Für ihr Engagement für die Rehabilitation der Soldaten wurde sie in die Ehrenlegion aufgenommen.
Marthe Brandès wurde von bekannten Fotografen wie Nadar und Léopold-Émile Reutlinger abgelichtet. Eine Lithographie von Leonetto Cappiello wurde 1904 in Les Contemporains Celèbres veröffentlicht, Henri de Toulouse-Lautrec schuf schon 1894 eine Lithographie mit dem Titel Brandès et Le Bargy. Im selben Jahr gestaltete er auch die Lithographie Brandès et Leloir, die die beiden Schauspieler in Les Cabotins zeigt.
In James Hunekers Roman Painted Veils wird Marthe Brandès kurz erwähnt und auf ihre jüdische Herkunft eingegangen.